# بيل آيرلادند
بيل آيرلادند (بالإنجليزية: Bill Ireland)‏ هو مدرب رياضي أمريكي، ولد في 29 أبريل 1927 في ماكغيل في الولايات المتحدة، وتوفي في 31 يوليو 2007 في رينو في الولايات المتحدة.